# Lotbinière (municipio regional de condado)
Lotbinière es un municipio regional de condado (MRC) de Quebec en Canadá. Está ubicado en la región administrativa de Chaudière-Appalaches. La sede es Saint-Croix aunque la ciudad más poblada es Saint-Appolinaire.

## Geografía

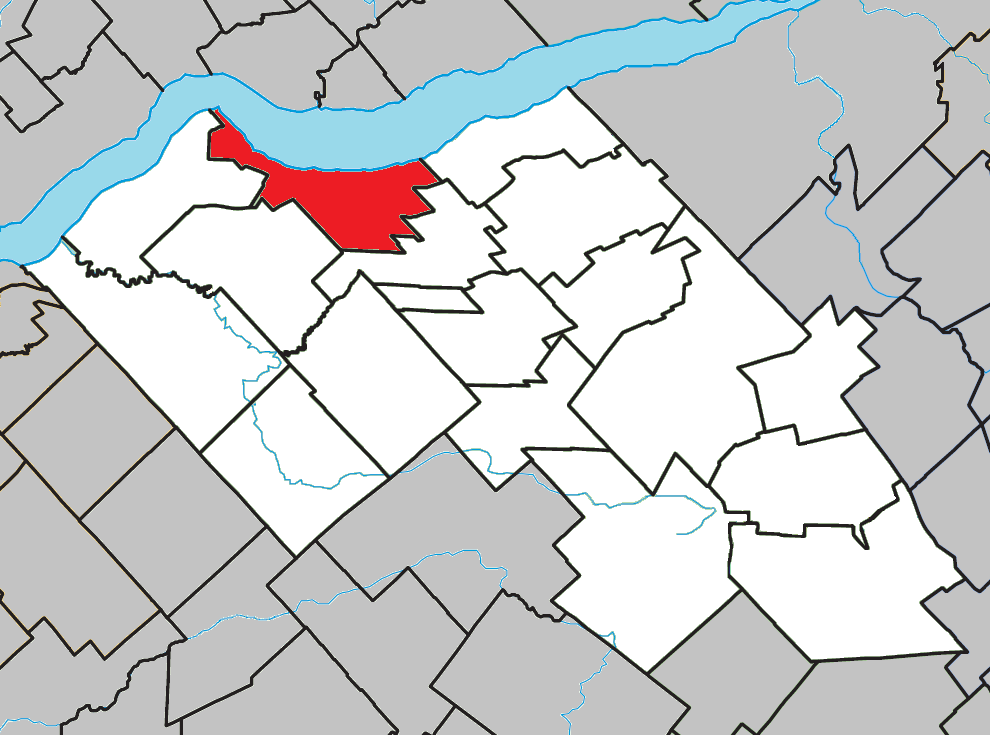
MRC de Lotbinière, en rojo Sainte-Croix

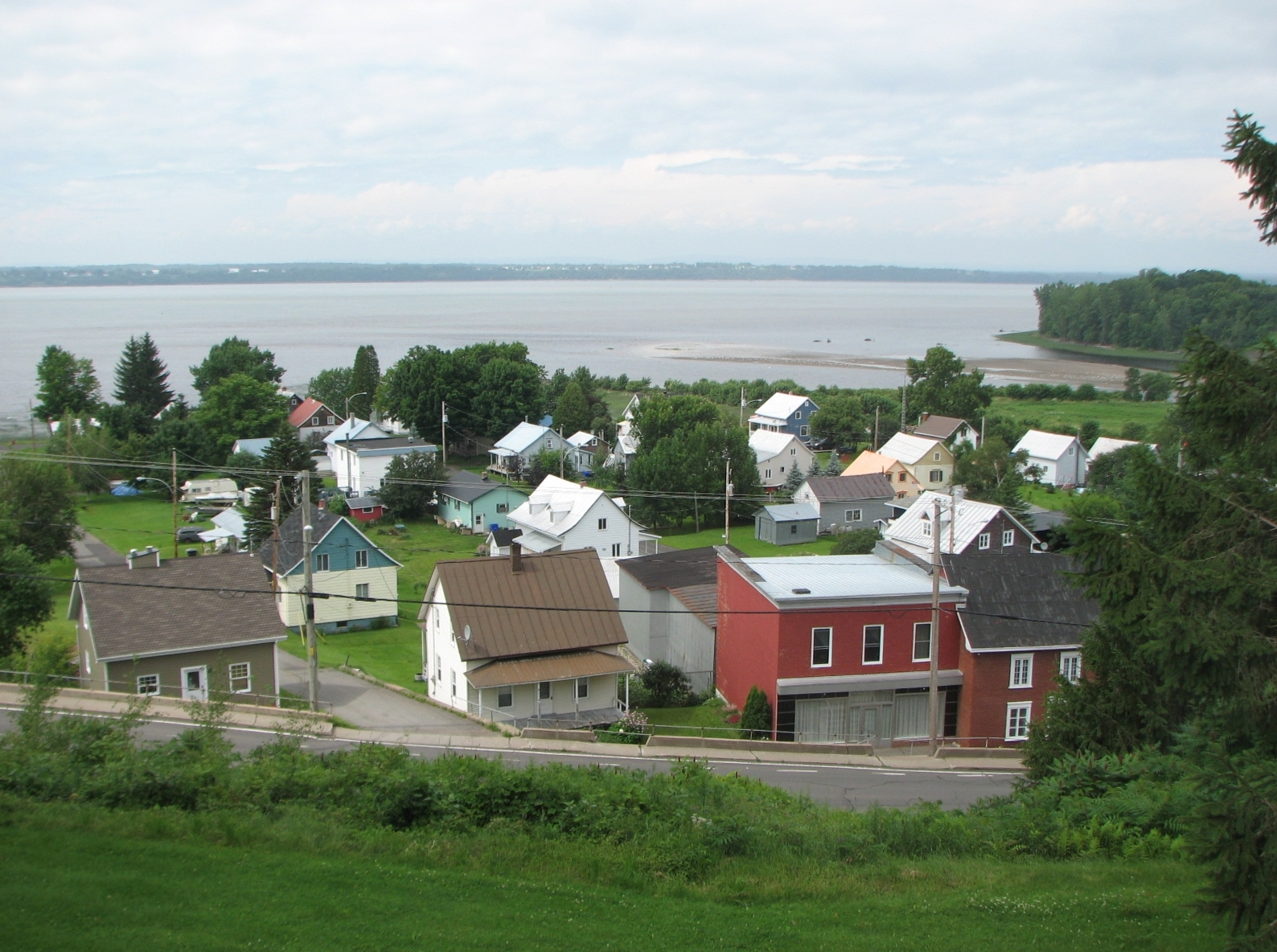
Leclercville por el río San Lorenzo

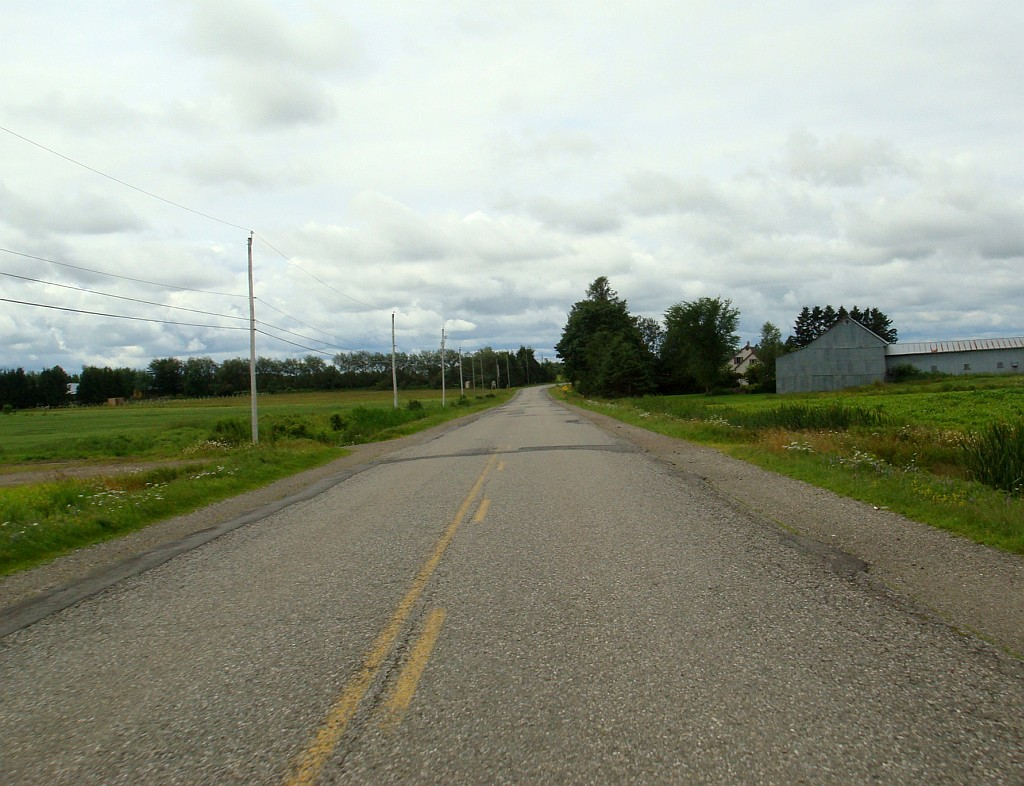
Carretera 218 en Saint-Gilles

El MRC de Lotbinière está ubicado por la orilla sur del río San Lorenzo, en la parte noroeste de Chaudière-Appalaches, cerca la ciudad de Quebec. Limita al noreste con Lévis, al este con Nueva Beauce, al sureste con Robert-Cliche y Les Appalaches, al sur con L'Érable, al suroeste con Bécancour y al noroeste con el río San Lorenzo. Por ribera opuesta del San Lorenzo se encuentra el MRC de Portneuf. Su superficie total es de 1754 km², de los cuales 1663 km² son tierra firme. La región forma parte de la planicie del San Lorenzo y de las bajas tierras de los Apalaches. El relieve es muy plato. Solamente la extremidad sureste es cubierta por el relieve ondulado de la cadena de Beauce. Los ríos du Chêne, Beaurivage y Henri atraviesan el territorio.

## Historia

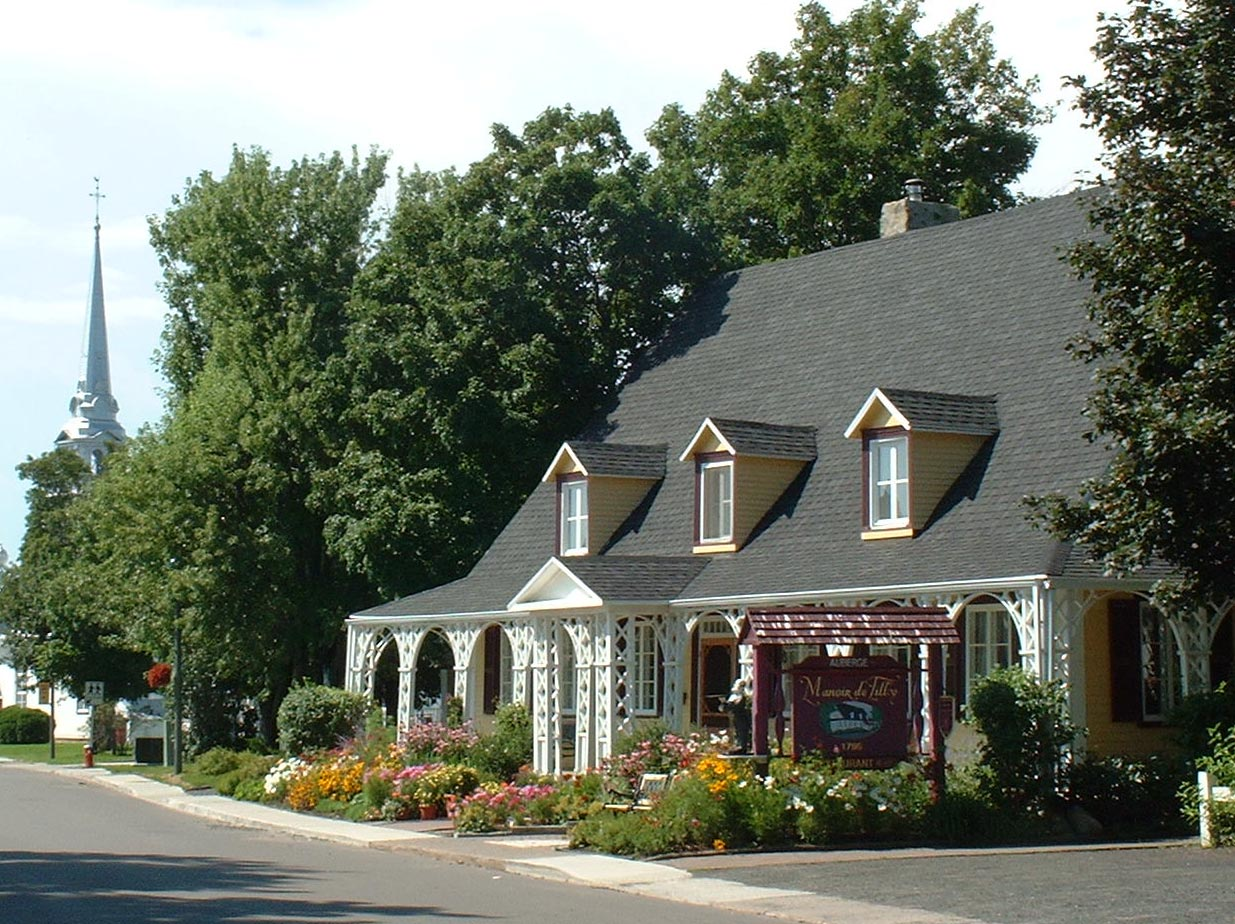
Saint-Antoine-de-Tilly

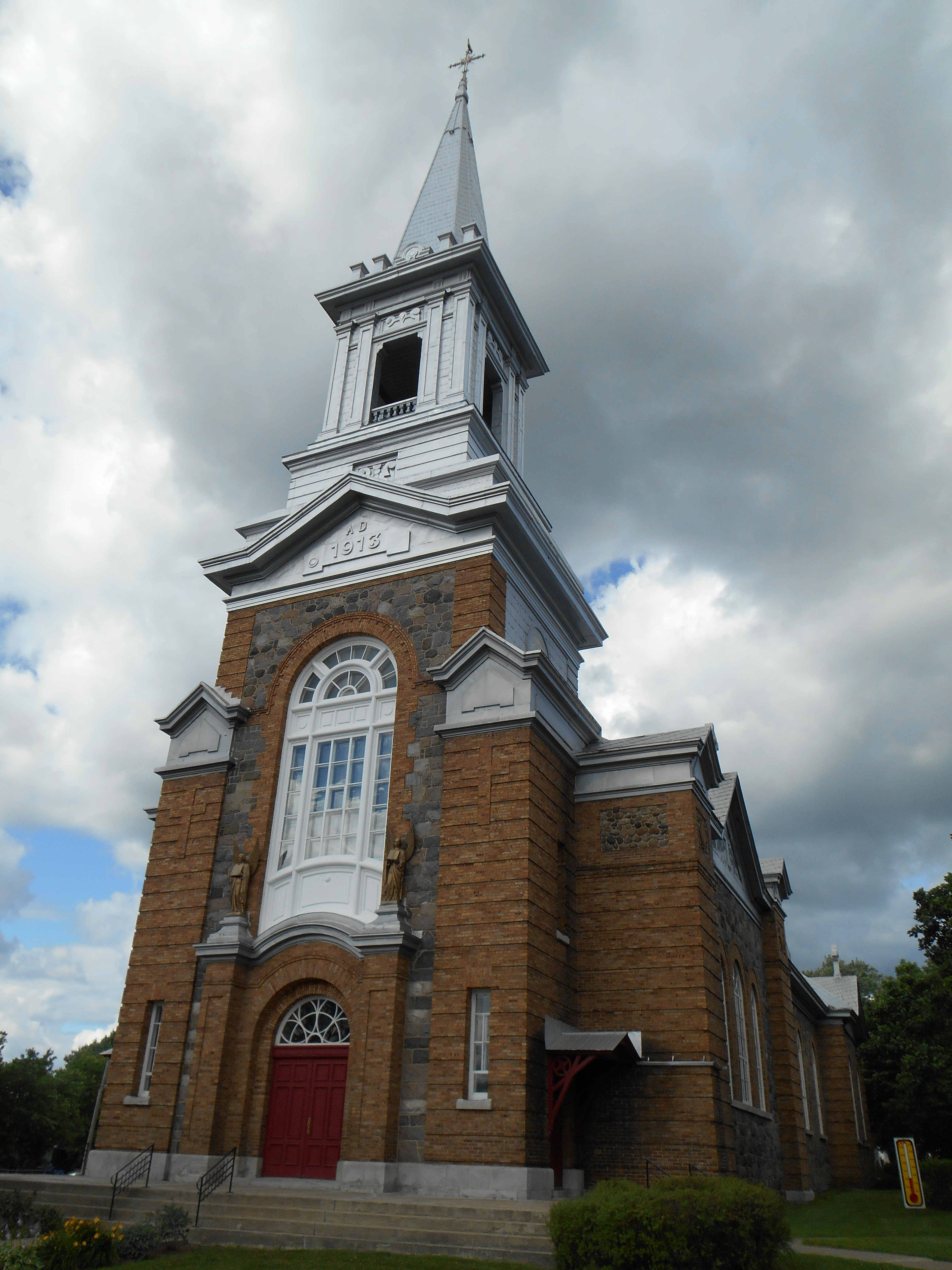
Iglesia Saint-Apollinaire

El MRC de Lotbinière, creado en 1982, sucedió al antiguo condado de Lotbinière,

## Política
El prefecto actual (2015) es Maurice Sénécal, alcalde de Lotbinière. El territorio del MRC forma parte de las circunscripciones electorales de Lotbinière-Frontenac a nivel provincial y de Lotbinière—Chutes-de-la-Chaudière a nivel federal.

## Demografía
Según el censo de Canadá de 2011, había 29 617 habitantes en este MRC. La densidad de población era de 17,8 hab./km². La población aumentó de 2192 personas (8,0 %) entre 2006 y 2011. En 2011, el número total de inmuebles particulares era de 13 321, de los que 12 116 estaban ocupados por residentes habituales, los otros siendo desocupados o segundas residencias. La población es en mayoría francófona y rural.
Evolución de la población total, 1991-2015

## Economía
Aunque la agricultura es un sector económico mayor de la región, la industria de transformación, particularmente de madera, de mueble, de puertas y ventanas, es más importante.

## Comunidades locales
Hay 18 municipios en el territorio del MRC de Lotbinière.
| Código | Nombre                              | Tipo      | Fecha de constitución | Área total (km²) | Área agua (km²) | Área tierra (km²) | Población 2014 | Gentilicio (en francés) | Densidad (hab./km²) | DT | Número de concejales | CEP                  | CEF                               |
| ------ | ----------------------------------- | --------- | --------------------- | ---------------- | --------------- | ----------------- | -------------- | ----------------------- | ------------------- | -- | -------------------- | -------------------- | --------------------------------- |
| 33007  | Saint-Sylvestre                     | Municipio | 04.12.1996            | 148,27           | 0,08            | 148,19            | 1039           | Sylvestois, e*          | 7,0                 | S  | 6                    | Lotbinière-Frontenac | Lotbinière—Chutes-de-la-Chaudière |
| 33017  | Sainte-Agathe-de-Lotbinière         | Municipio | 03.02.1999            | 167,04           | 0,63            | 166,41            | 1171           | Agathois, e*            | 7,0                 | S  | 6                    | Lotbinière-Frontenac | Lotbinière—Chutes-de-la-Chaudière |
| 33025  | Saint-Patrice-de-Beaurivage         | Municipio | 29.09.1984            | 85,61            | 0,22            | 85,37             | 1044           | Beaurivageois, e*       | 12,2                | S  | 6                    | Lotbinière-Frontenac | Lotbinière—Chutes-de-la-Chaudière |
| 33030  | Saint-Narcisse-de-Beaurivage        | Parroquia | 01.05.1874            | 60,95            | 0,02            | 60,93             | 1130           | Narcissien,ne*          | 18,5                | S  | 6                    | Lotbinière-Frontenac | Lotbinière—Chutes-de-la-Chaudière |
| 33035  | Saint-Gilles                        | Parroquia | 01.07.1855            | 181,20           | 1,04            | 180,16            | 2350           | Gillois, e*             | 13,0                | S  | 6                    | Lotbinière-Frontenac | Lotbinière—Chutes-de-la-Chaudière |
| 33040  | Dosquet                             | Municipio | 09.02.1918            | 64,57            | 0,03            | 64,54             | 912            | Dosquetois, e*          | 14,1                | S  | 6                    | Lotbinière-Frontenac | Lotbinière—Chutes-de-la-Chaudière |
| 33045  | Saint-Agapit                        | Municipio | 14.04.1979            | 64,19            | 0,04            | 64,15             | 4137           | Agapitois, e*           | 64,5                | D  | 6                    | Lotbinière-Frontenac | Lotbinière—Chutes-de-la-Chaudière |
| 33052  | Saint-Flavien                       | Municipio | 19.12.1989            | 65,89            | 0,08            | 65,81             | 1623           | Saint-Flaviennois, e*   | 24,7                | D  | 6                    | Lotbinière-Frontenac | Lotbinière—Chutes-de-la-Chaudière |
| 33060  | Laurier-Station                     | Pueblo    | 01.01.1951            | 12,00            | 0,00            | 12,00             | 2676           | -                       | 223,0               | S  | 6                    | Lotbinière-Frontenac | Lotbinière—Chutes-de-la-Chaudière |
| 33065  | Saint-Janvier-de-Joly               | Municipio | 01.01.1944            | 111,57           | 0,05            | 111,52            | 984            | Jolyen, ne*             | 8,8                 | S  | 6                    | Lotbinière-Frontenac | Lotbinière—Chutes-de-la-Chaudière |
| 33070  | Val-Alain                           | Municipio | 01.01.1950            | 103,12           | 0,08            | 102,71            | 963            | Val-Alainois, e*        | 9,4                 | S  | 6                    | Lotbinière-Frontenac | Lotbinière—Chutes-de-la-Chaudière |
| 33080  | Saint-Édouard-de-Lotbinière         | Parroquia | 01.12.1862            | 98,72            | 0,34            | 98,38             | 1252           | Saint-Édouardien, ne*   | 12,7                | S  | 6                    | Lotbinière-Frontenac | Lotbinière—Chutes-de-la-Chaudière |
| 33085  | Notre-Dame-du-Sacré-Cœur-d’Issoudun | Parroquia | 04.01.1909            | 60,78            | 0,01            | 60,77             | 875            | Issoudunois, e*         | 14,4                | S  | 6                    | Lotbinière-Frontenac | Lotbinière—Chutes-de-la-Chaudière |
| 33090  | Saint-Appolinaire                   | Municipio | 06.04.1974            | 98,17            | 0,29            | 97,89             | 5665           | Apollinairois, e*       | 57,9                | S  | 6                    | Lotbinière-Frontenac | Lotbinière—Chutes-de-la-Chaudière |
| 33095  | Saint-Antoine-de-Tilly              | Municipio | 01.07.1855            | 59,76            | 0,24            | 59,52             | 1638           | -                       | 27,5                | S  | 6                    | Lotbinière-Frontenac | Lotbinière—Chutes-de-la-Chaudière |
| 33102  | Sainte-Croix                        | Municipio | 05.10.2001            | 72,58            | 1,94            | 70,64             | 2481           | San-crucien, ne*        | 35,1                | S  | 6                    | Lotbinière-Frontenac | Lotbinière—Chutes-de-la-Chaudière |
| 33115  | Lotbinière                          | Municipio | 01.01.1979            | 100,21           | 0,17            | 79,65             | 835            | Lotbiniérien, ne*       | 10,5                | S  | 6                    | Lotbinière-Frontenac | Lotbinière—Chutes-de-la-Chaudière |
| 33123  | Leclercville                        | Municipio | 26.01.2000            | 135,76           | 0,90            | 134,86            | 494            | Leclercvillois, e*      | 3,7                 | S  | 6                    | Lotbinière-Frontenac | Lotbinière—Chutes-de-la-Chaudière |
| 330    | Lotbinière                          | MRC       | 01.01.1982            | 1690,39          | 26,87           | 1663,52           | 31 269         | Lotbinérois,e           | 18,8                | -  | -                    | Lotbinière-Frontenac | Lotbinière—Chutes-de-la-Chaudière |

DT división territorial, D distritos, S sin división; CEP circunscripción electoral provincial, CEF circunscripción electoral federal; * Oficial, ⁰ No oficial